# Manuel Antonio Noriega (1854-1928)
Manuel Antonio Noriega (27 de julio de 1854 - Ciudad de Panamá, 6 de mayo de 1928) fue un general panameño que tuvo participación militar durante el período de unión a Colombia, en especial en la guerra de los Mil Días.

## Durante la guerra de los Mil Días
Junto con el coronel Manuel Patiño, fue uno de los militares que reorganizaron las fuerzas liberales tras la derrota en la batalla del Puente de Calidonia (21-26 de julio de 1900), que descabezó y exilió el mando liberal de Belisario Porras y generando una guerra de guerrillas con escaramuzas varias en las afueras de la capital panameña, específicamente en Chepo y llegó a autoproclamarse supremo comandante de las fuerzas liberales panameñas.
En enero de 1901, viendo que la resistencia liberal era difícil de ejecutarla tan cerca contra los conservadores con el regreso al mando de Carlos Albán, las fuerzas de Noriega y Patiño se habían trasladado con cautela al campamento de La Negrita en las cercanías de Penonomé, dirigido por Victoriano Lorenzo, quien había mantenido otro foco de resistencia liberal pero de mayor impacto.
Noriega y Lorenzo mantuvieron una fuerte pero breve alianza, ya que tenían diferentes visiones de cómo abordar la guerra y posteriormente Lorenzo acusó a Noriega de intercambiar correspondencia con el prefecto conservador de Coclé, el coronel Núñez Roca e insinuó que ante una eventual captura Victoriano sería apresado y ejecutado, en cambio Noriega facilitaría su amistad para evitar cualquier castigo. Es en este incidente que Victoriano Lorenzo recitó la popular frase «la pelea es peleando», usado posteriormente por sus seguidores como una referencia ideológica.
Noriega trató de degradar militarmente en vano a Victoriano Lorenzo, ya que él estaba motivado por la voluntad de los campesinos, y la frustración fue tal que Noriega junto con Patiño, abandonaron La Negrita en dirección a Veraguas. Tropas conservadoras lograron derrotar a Noriega y fue exiliado a Costa Rica; el mando liberal a partir de ese momento quedó circunscrito únicamente en las fuerzas de Victoriano Lorenzo.

## Obras
- Recuerdos históricos de mis campañas en Colombia y en el Istmo, 1876-1877, 1885-1886, 1900-1902 (1927) OCLC 13554645